# 伪满皇宫站
伪满皇宫站是长春轨道交通3号线与4号线的地铁车站，是一个换乘站，位于中华人民共和国吉林省长春市宽城区与南关区交界东九条与永宁路交叉口南侧，为3号线北端终点站，4号线车站于2012年5月6日开通，3号线车站于2021年12月31日开通。本站曾用名伪皇宫站，2019年5月30日更为现站名。

## 车站结构

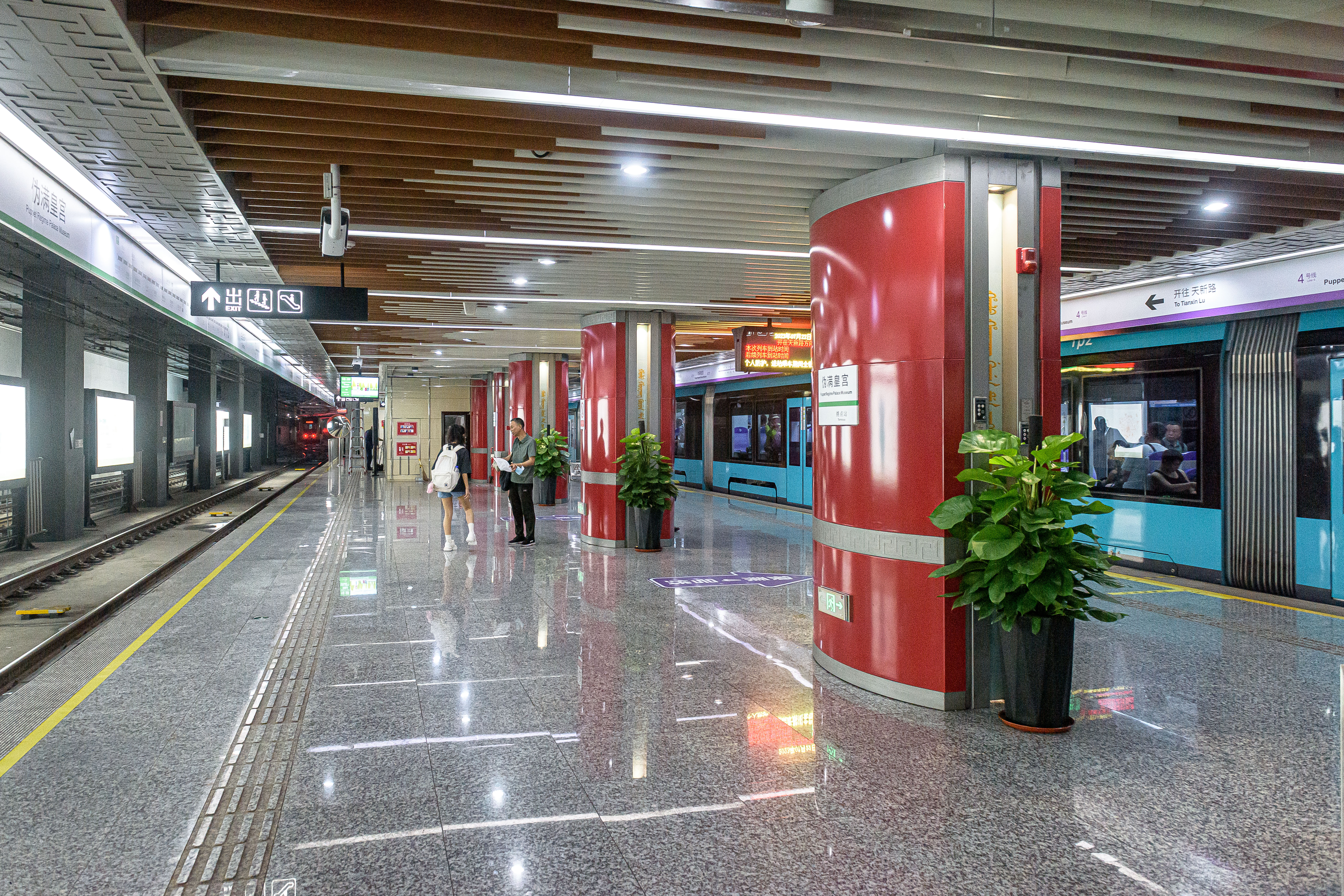
西侧站台

伪满皇宫站位于东九条与永宁路交叉口南侧，沿东九条设置，呈南北走向，为地下两层双岛式站台同台换乘车站，车站长163.6米，宽36至40.7米，车站地下一层为站厅层，地下二层为站台层，其中西侧为3号线终到与4号线南行共用站台，东侧为3号线北行与4号线北行共用站台，双向同向同台换乘，站台均未设置站台门。3号线轨道位于内侧，并在车站南侧设有一组交叉渡线，供列车折返使用。本站为长春轨道交通系统首座，也是目前唯一一座同台换乘车站。
| 地面                           | 出入口 | B、C、D出入口 |
| 地下一层                       | 站厅   | 客服中心、自动售票机、验票机 |
| 地下二层                       | 站台   | \| \| \| █ 4号线往长春站北（北亚泰大街） \| \| 島式 · ↑開左邊车门 ↓開右邊车门 \| \| \| \| \| \| █ 3号线往长影世纪城（东广场） \| \| \| \| █ 3号线落客 \| \| 島式 · ↑開右邊车门 ↓開左邊车门 \| \| \| \| \| \| █ 4号线往天新路（东大桥） \| |
|                                |        | █ 4号线往长春站北（北亚泰大街） |
| 島式 · ↑開左邊车门 ↓開右邊车门 |        | |
|                                |        | █ 3号线往长影世纪城（东广场） |
|                                |        | █ 3号线落客 |
| 島式 · ↑開右邊车门 ↓開左邊车门 |        | |
|                                |        | █ 4号线往天新路（东大桥） |

## 车站出口
伪满皇宫站目前开放3个出入口，各出口及周围设施如下所示：
| 编号                  | 出入口信息             | 照片 | 无障碍设施 |
| --------------------- | ---------------------- | ---- | ---------- |
| 出口 · B · 升降机标志 | 东九条东侧，永宁路南侧 |      |            |
| 出口 · C · 升降机标志 | 景东路西侧             |      |            |
| 出口 · D              | 东九条东侧             |      | 不適用     |
| 註： 設有             |                        |      |            |

## 接驳交通

### 公交车
| 永宁桥 | 永宁桥   | 永宁桥 | 永宁桥     | 永宁桥 |
| 编号   | 路线     | 路线   | 路线       | 备注   |
| ------ | -------- | ------ | ---------- | ------ |
| Z168   | 福州街   | ⇆      | 长春站北口 |        |
| G275   | 乐嘉茗园 | ⇆      | 东安屯     |        |
| Z276   | 香江家居 | ⇆      | 朝阳公园   |        |

## 车站历史
本站工程名与开通时站名为伪皇宫站，后更名伪满皇宫站，以车站临近的伪满皇宫博物院命名。
- 2012年5月6日，4号线车站随4号线全线运营开通[1]。
- 2019年5月30日，车站更名为伪满皇宫站[3]。
- 2021年
  - 11月1日，因配合3号线东延线施工，车站暂停运营[7]。
  - 12月1日，车站恢复运营[8]。
  - 12月31日，3号线东延伸段通车，本站成为换乘车站[2]。